# Billard Sportverband Österreich
| Billard Sportverband Österreich |                                                |
|                                 |                                                |
| Verbandsdaten                   |                                                |
| Gründung                        | 1931 in Wien                                   |
| Disziplinen                     | Karambolage                                    |
| Präsident                       | Herbert Thür                                   |
| Vizepräsidenten                 | - Karl Kurzbauer - Manfred Herfert             |
| Auslandssekretär                | Heinrich Weingartner                           |
| Kassier                         | - Peter Weingesl - Christian Bernsteiner (StV) |
| Anti-Doping-Beauftragte         | Dr. Petra Scholze                              |
| Mitglieder                      | 31                                             |
| Kontakt                         |                                                |
| Repräsentation                  | Wiener Stadthalle                              |
| Anschrift                       | Vogelweidplatz 14 A-1150 Wien                  |
| URL                             | BSVOE.com                                      |
| Stand: März 2020                |                                                |

Der Billard Sportverband Österreich (BSVÖ) ist der Fachverband für den Billardsport in Österreich.

## Geschichte
Der Österreichische Amateur Billard Verband (ÖABV) wurde 1931 auf Anregung von Oskar Zimmermann und Karl Hörig gegründet. Der spätere technische Kommissar Ernst Reicher war maßgeblich am Aufbau des Verbandes beteiligt. Aus Wien, Salzburg, Niederösterreich und der Steiermark kamen folgende elf Gründungsvereine:
- Club der Wiener Billardfreunde im Café Splendid (das war auch der erste Verbandssitz)
- Billardclub City im Café Haag und Ganauser
- Billardclub Mödling im Café Schneider
- BSK Wien im Café Epp
- Billardclub Fortschritt im Café Lang
- Verein der Billardfreunde im Café Beethoven
- Erster Badener Billard- und Schachclub im Café Schwanke
- Klub der Badener Billardfreunde im Café Schopf
- Gersthofer Billardclub im Café Gersthof
- Grazer Billardclub im Café Rosegger
- Salzburger Billardclub im Café Krimml

Der erste Präsident war Fritz Spielmann, Ernst Reicher Schriftführer und Dr. Lichtmess Sportwart. Er vertrat den neuen Verband auch gegenüber dem internationalen Gremium der UIFAB (Union Internationale des Fédérations d’Amateurs de Billard), als der ÖABV im Zuge der 9. Generalversammlung aufgenommen wurde.
1937 wurde der Verbandssitz in das Café Palace verlegt. Zwischen 1938 und 1945 wurde der österreichische Billardsport im Bereich 17 des Deutschen Amateur Billard Bundes (DABB) organisiert. Bereichswart war Prof. Franz. Nach Kriegsende 1946 wurde der Verband wieder selbstständig und Ludwig Petricek als Präsident berufen.

## Verbandszeitschrift
Als offizielles Organ gab der BSVÖ die Verbandszeitung „Carambol“ heraus. Sie informierte die Mitglieder über Verbandsnachrichten, Turnierankündigungen, Ergebnisse und Nachrichten aus aller Welt. Im Oktober 1984 erschien die 200. Ausgabe der Zeitung. 1990 fusioniert „Carambol“ mit der Fachzeitschrift „billard“ von Heinrich Weingartner, die nun als offizielles Organ des BSVÖ fungiert. Mit der Ausgabe Nr. 320 vom Dezember 2019 wurde die Zeitschrift eingestellt.

## Internationales Netzwerk
Als Dachverband für den Billardsport in Österreich hat der BSVÖ neben den Kontakten zu seinen Mitgliedern, den Vereinen (und zu den Landesverbänden, in denen diese organisiert sind), auch Verbindungen zu übergeordneten Institutionen. Zu den Partnern des BSVÖ zählen unter anderem:
- Confédération Européenne de Billard (CEB)
- European Pocket Billiard Federation (EPBF)
- European Billiards & Snooker Association (EBSA)
- Union Mondiale de Billard (UMB)
- World Pool-Billiard Association (WPA)
- International Billiards & Snooker Federation (IBSF)
- World Confederation of Billiard Sports (WCBS)